# Anthemoctena lineata
Anthemoctena lineata là một loài bướm đêm trong họ Geometridae.